# Geranomyia bifidaria
Geranomyia bifidaria is een tweevleugelige uit de familie steltmuggen (Limoniidae). De soort komt voor in het Oriëntaals gebied.